# Eragrostis cumingii
Eragrostis cumingii är en gräsart som beskrevs av Ernst Gottlieb von Steudel. Eragrostis cumingii ingår i släktet kärleksgrässläktet, och familjen gräs. Inga underarter finns listade i Catalogue of Life.